# Hymenochaete fomitoporioides
Hymenochaete fomitoporioides är en svampart som beskrevs av S. Ito & S. Imai 1940. Hymenochaete fomitoporioides ingår i släktet Hymenochaete och familjen Hymenochaetaceae.   Inga underarter finns listade i Catalogue of Life.